# Перве
Перве́ (фр. Perwez, валлон. Perwé / Pèrwé, нидерл. Perwijs) — коммуна в Валлонии, расположенная в провинции Валлонский Брабант, округ Нивель. Принадлежит Французскому языковому сообществу Бельгии. На площади 50,81 км² проживают 7487 человек (плотность населения — 147 чел./км²), из которых 49,03 % — мужчины и 50,97 % — женщины. Средний годовой доход на душу населения в 2003 году составлял 13 104 евро.
Почтовый код: 1360. Телефонный код: 081.